# دومينو هارفي
دومينو هارفي (بالإنجليزية: Domino Harvey)‏ هي عارضة بريطانية، ولدت في 7 أغسطس 1969 في لندن في المملكة المتحدة، وتوفيت في 27 يونيو 2005 في هوليوود في الولايات المتحدة بسبب جرعة زائدة.

## وصلات خارجية
- دومينو هارفي على موقع IMDb (الإنجليزية)
- دومينو هارفي على موقع إن إن دي بي (الإنجليزية)
- دومينو هارفي على موقع قاعدة بيانات الفيلم (الإنجليزية)